# Ōza 1983
L'Ōza 1983 è stata la trentunesima edizione del torneo goistico giapponese Ōza.

## Svolgimento

### Fase preliminare
La fase preliminare serve a determinare chi accede al torneo per la selezione dello sfidante. Consiste in una serie di tornei preliminari iniziali, i cui vincitori si qualificano al torneo per la determinazione dello sfidante.
- W indica vittoria col bianco
- B indica vittoria col nero
- X indica la sconfitta
- +R indica che la partita si è conclusa per abbandono
- +N indica lo scarto dei punti a fine partita
- +F indica la vittoria per forfeit
- +T indica la vittoria per timeout
- +? indica una vittoria con scarto sconosciuto
- V indica una vittoria in cui non si conosce scarto e colore del giocatore

|  | Primo turno       | Primo turno       | Primo turno |  |  | Secondo turno     | Secondo turno     | Secondo turno |       |             | Semifinali  | Semifinali | Semifinali |  |  | Finale | Finale | Finale |
|  |                   |                   |             |  |  |                   |                   |               |       |             |             |            |            |  |  |        |        |        |
|  | Ō Rissei          |                   |             |  |  |                   |                   |               |       |             |             |            |            |  |  |        |        |        |
|  | Yutaka Shiraishi  | Yutaka Shiraishi  | W+0,5       |  |  | Yutaka Shiraishi  | Yutaka Shiraishi  |               |       |             |             |            |            |  |  |        |        |        |
|  | Ikuro Ishigure    | Ikuro Ishigure    |             |  |  | Rin Kaiho         | Rin Kaiho         | W+7,5         |       |             |             |            |            |  |  |        |        |        |
|  | Rin Kaiho         | Rin Kaiho         | W+R         |  |  |                   |                   |               |       | Rin Kaiho   | Rin Kaiho   | B+R        |            |  |  |        |        |        |
|  | Cho Chikun        | Cho Chikun        | B+6,5       |  |  |                   | Cho Chikun        | Cho Chikun    |       |             |             |            |            |  |  |        |        |        |
|  | Yoshio Ishida     | Yoshio Ishida     |             |  |  | Cho Chikun        | Cho Chikun        | B+2,5         |       |             |             |            |            |  |  |        |        |        |
|  | Akira Ishida      | Akira Ishida      | B+9,5       |  |  | Akira Ishida      | Akira Ishida      |               |       |             |             |            |            |  |  |        |        |        |
|  | Eio Sakata        | Eio Sakata        |             |  |  |                   |                   |               |       |             | Rin Kaiho   | Rin Kaiho  |            |  |  |        |        |        |
|  | Hideo Otake       | Hideo Otake       | W+R         |  |  |                   | Hideo Otake       | Hideo Otake   | W+8,5 |             |             |            |            |  |  |        |        |        |
|  | Kunio Hisajima    | Kunio Hisajima    |             |  |  | Hideo Otake       | Hideo Otake       | B+R           |       |             |             |            |            |  |  |        |        |        |
|  | Shoichi Takagi    | Shoichi Takagi    | B+R         |  |  | Shoichi Takagi    | Shoichi Takagi    |               |       |             |             |            |            |  |  |        |        |        |
|  | Shoji Hashimoto   | Shoji Hashimoto   |             |  |  |                   |                   |               |       | Hideo Otake | Hideo Otake | B+4,5      |            |  |  |        |        |        |
|  | Shuzo Ohira       | Shuzo Ohira       |             |  |  |                   | Kunio Ishii       | Kunio Ishii   |       |             |             |            |            |  |  |        |        |        |
|  | Hiroshi Yamashiro | Hiroshi Yamashiro | W+0,5       |  |  | Hiroshi Yamashiro | Hiroshi Yamashiro |               |       |             |             |            |            |  |  |        |        |        |
|  | Kunio Ishii       | Kunio Ishii       | W+0,5       |  |  | Kunio Ishii       | Kunio Ishii       | W+0,5         |       |             |             |            |            |  |  |        |        |        |
|  | Hideyuki Fujisawa |                   |             |  |  |                   |                   |               |       |             |             |            |            |  |  |        |        |        |

### Finale
La finale è una sfida al meglio delle tre partite.